# Amata mestralii
Amata mestralii is een beervlinder uit de familie van de spinneruilen (Erebidae). De wetenschappelijke naam is gepubliceerd in 1837 door Bugnion.